# KoLeN'
KoLeN' er et dansk rockband centreret i Hedehusene, stiftet i 2005. Deres første EP Ceasar's Call sendte dem i finalerne i Melody Makers Contest, som vil blive afviklet januar-februar 2007. De er i øjeblikket (oktober 2006) i færd med at indspille deres anden EP 9.30 PM som vil blive udsendt i november 2006.
| Musikgruppe | Spire Denne artikel om en dansk musikgruppe er en spire som bør udbygges. Du er velkommen til at hjælpe Wikipedia ved at udvide den. |